# Tiêu Kính Quang
Tiêu Kính Quang (giản thể: 肖劲光; phồn thể: 蕭勁光; bính âm: Xiāo Jìnguāng; sinh ngày 4 tháng 1 năm 1903 - mất ngày 29 tháng 3 năm 1989) là một tướng lĩnh và là trong 10 người được phong quân hàm Đại tướng Quân Giải phóng Nhân dân Trung Quốc.
Từ 1954 đến 1982, Tiêu giữ chức Thứ trưởng Bộ Quốc phòng, và từ 1979 đến 1983 với tư cách là Phó Chủ tịch Ủy ban Thường vụ Quốc hội Nhân dân lần thứ năm.